# Morsbach (Allemagne)
Pour les articles homonymes, voir Morsbach.
Morsbach est une commune de Rhénanie-du-Nord-Westphalie (Allemagne), située dans l'arrondissement du Haut-Berg, dans le district de Cologne, dans le Landschaftsverband de Rhénanie.

## Subdivisions
La municipalité (Gemeinde) est divisée en 66 Ortsteile qui sont les suivants :
- Alzen,
- Amberg,
- Appenhagen,
- Berghausen,
- Birken,
- Birzel,
- Bitze,
- Böcklingen,
- Breitgen,
- Burg Volperhausen,
- Ellingen,
- Erblingen,
- Euelsloch,
- Eugenienthal,
- Flockenberg,
- Frankenthal,
- Hahn,
- Halle,
- Hammer,
- Heide,
- Hellerseifen,
- Herbertshagen,
- Holpe,
- Hülstert,
- Katzenbach,
- Kömpel,
- Korseifen,
- Ley,

" Lichtenberg,
- Lützelseifen,
- Neuhöfchen,
- Niederasbach,
- Niederdorf,
- Niederwarnsbach,
- Niederzielenbach,
- Oberasbach,
- Oberholpe,
- Oberwarnsbach,
- Oberzielenbach,
- Ölmühle,
- Ortseifen,
- Reinshagen,
- Rhein,
- Ritterseifen,
- Rolshagen,
- Rom,
- Rosengarten,
- Rossenbach,
- Schlechtingen,
- Seifen,
- Siedenberg,
- Solseifen,
- Springe,
- Steimelhagen,
- Stentenbach,
- Stockshöhe,
- Straßerhof,
- Strick,
- Überasbach,
- Überholz,
- Volperhausen,
- Wallerhausen,
- Wendershagen,
- Wittershagen,
- Zinshardt.